# Kevin Gason
Kevin Gason (* 11. Januar 1938) ist ein ehemaliger australischer Radrennfahrer.

## Sportliche Laufbahn
Gason war im Straßenradsport aktiv. 1958 siegte er in der Meisterschaft von Victoria. 1963 bestritt er mit der Nationalmannschaft die Internationale Friedensfahrt und kam auf den 73. Rang der Gesamtwertung. 1962 war er am Start der Straßenradsport-Weltmeisterschaften in Italien. Er beendete das Einzelrennen nicht.